# Pent-1-ino
El pent-1-ino es un alquino con fórmula molecular C5H8.

## Síntesis

### A partir de 1,2-dihalopentano
Un 1,2-dihalopentano como el 1,2-dibromopentano en presencia de KOH/etanol (potasa alcohólica) produce 1-pentino. La reacción se produce en dos pasos mediante un mecanismo E2 con un intermediario halógeno vinílico.